# 디지털로

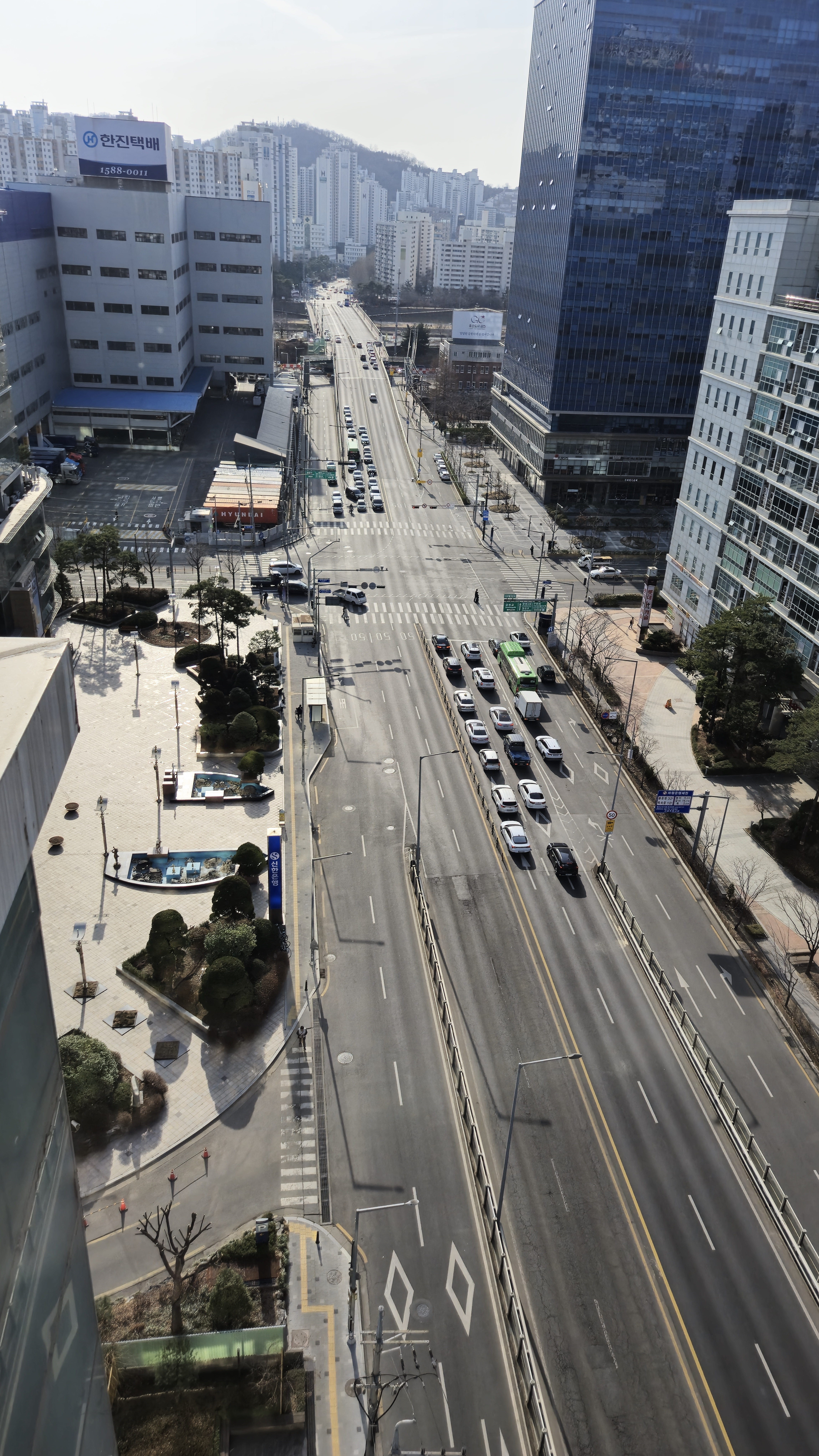
디지털로(금천구 수출의다리 측면)

디지털로(Digital團地路, Diaitaldanji-ro)는 경기도 광명시 철산동 광명경찰서앞 삼거리부터 서울특별시 영등포구 대림동 태양의 집 삼거리를 잇는 왕복 4차선 도로로, 길이는 약 4.6km이다.

## 역사
- 1981년 1월 21일 : 금천구 가산동 철산대교 시계에서 구로구 구로동 구로1교를 잇는 도로(연장 2.3 km)를 공단로(工團路)로 명명
- 1984년 11월 7일 : 종점을 구로1교에서 태양의 집 삼거리로 연장
- 2007년 7월 9일 : 도로명칭이 공단로에서 디지털단지로로 변경됨[1]
- 2009년 : 광명시 구간인 광덕로가 디지털로로 명칭 변경 및 편입됨[2]

## 사진

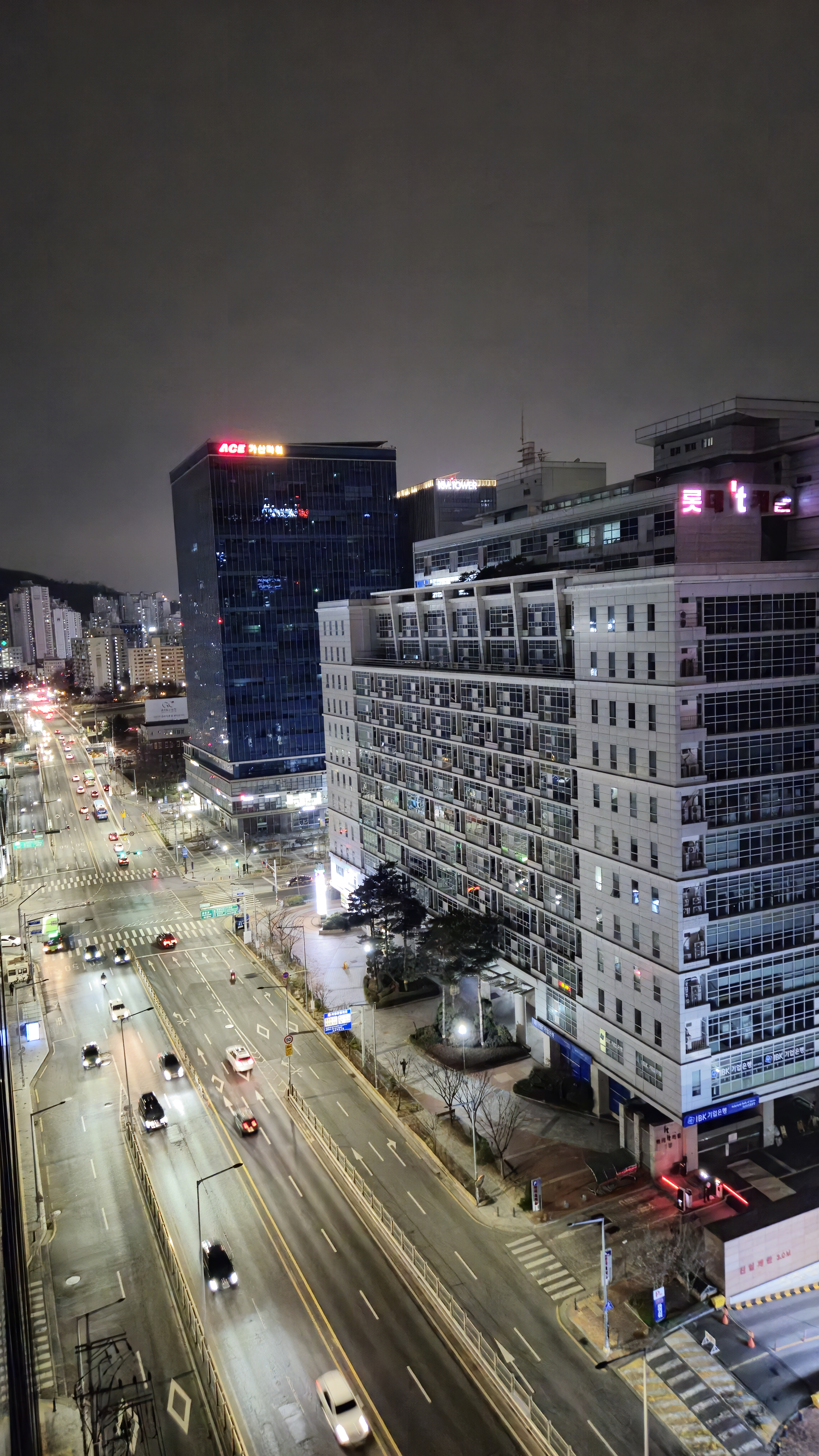
디지털로 야경(금천구 수출의다리 측면)
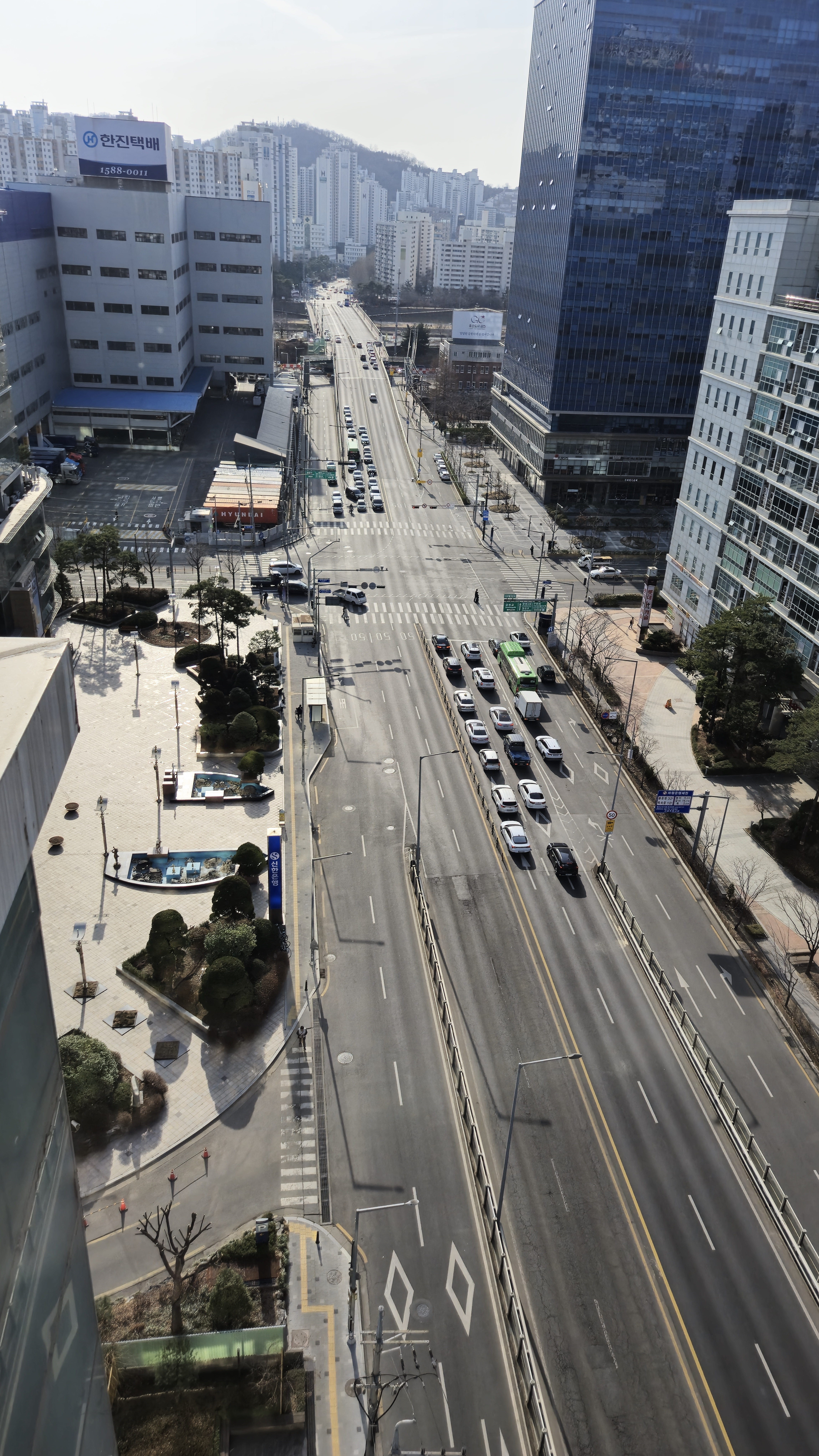
디지털로(금천구 수출의다리 측면)
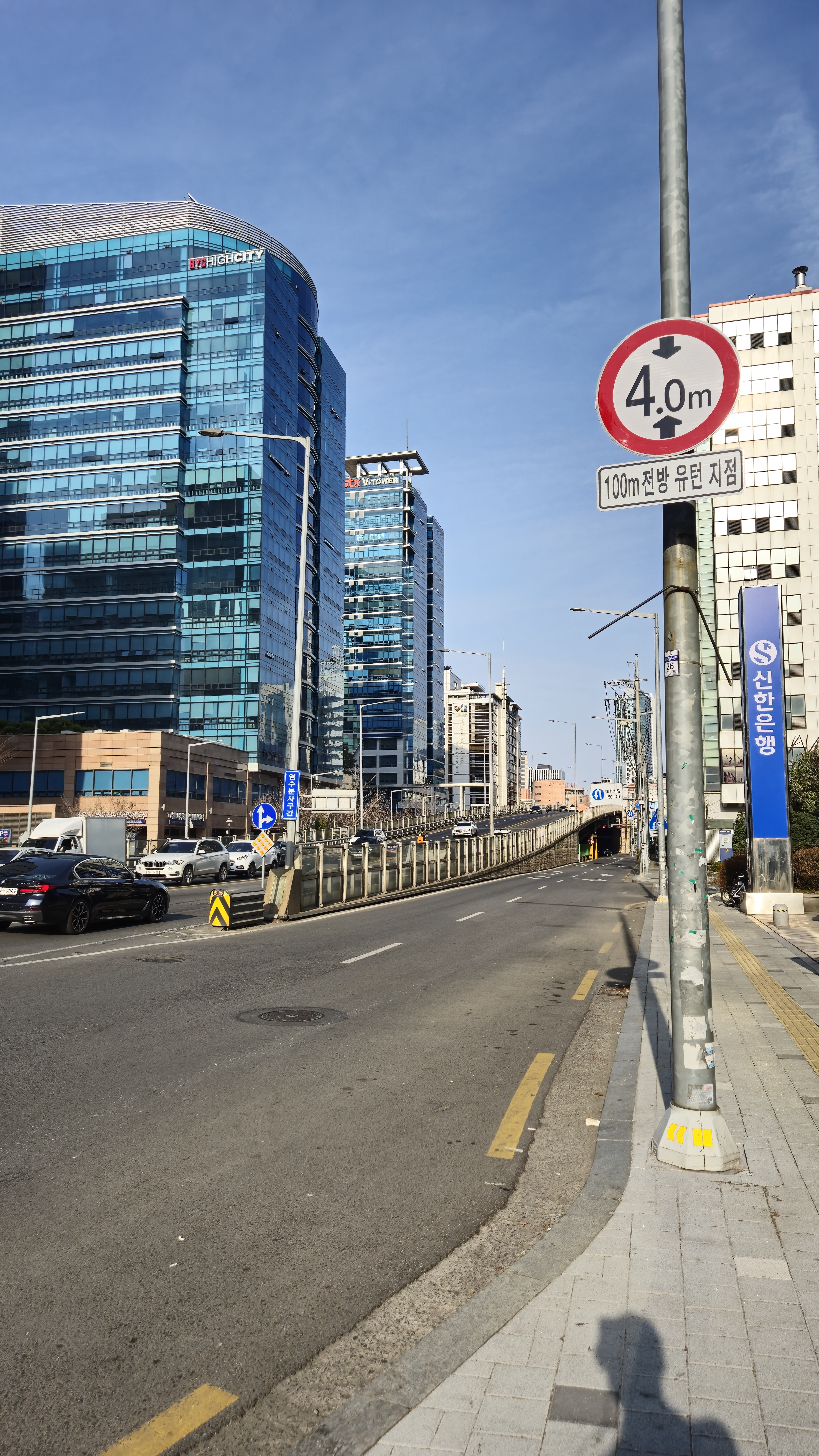
수출의다리(입구, 남성프라자 측면)
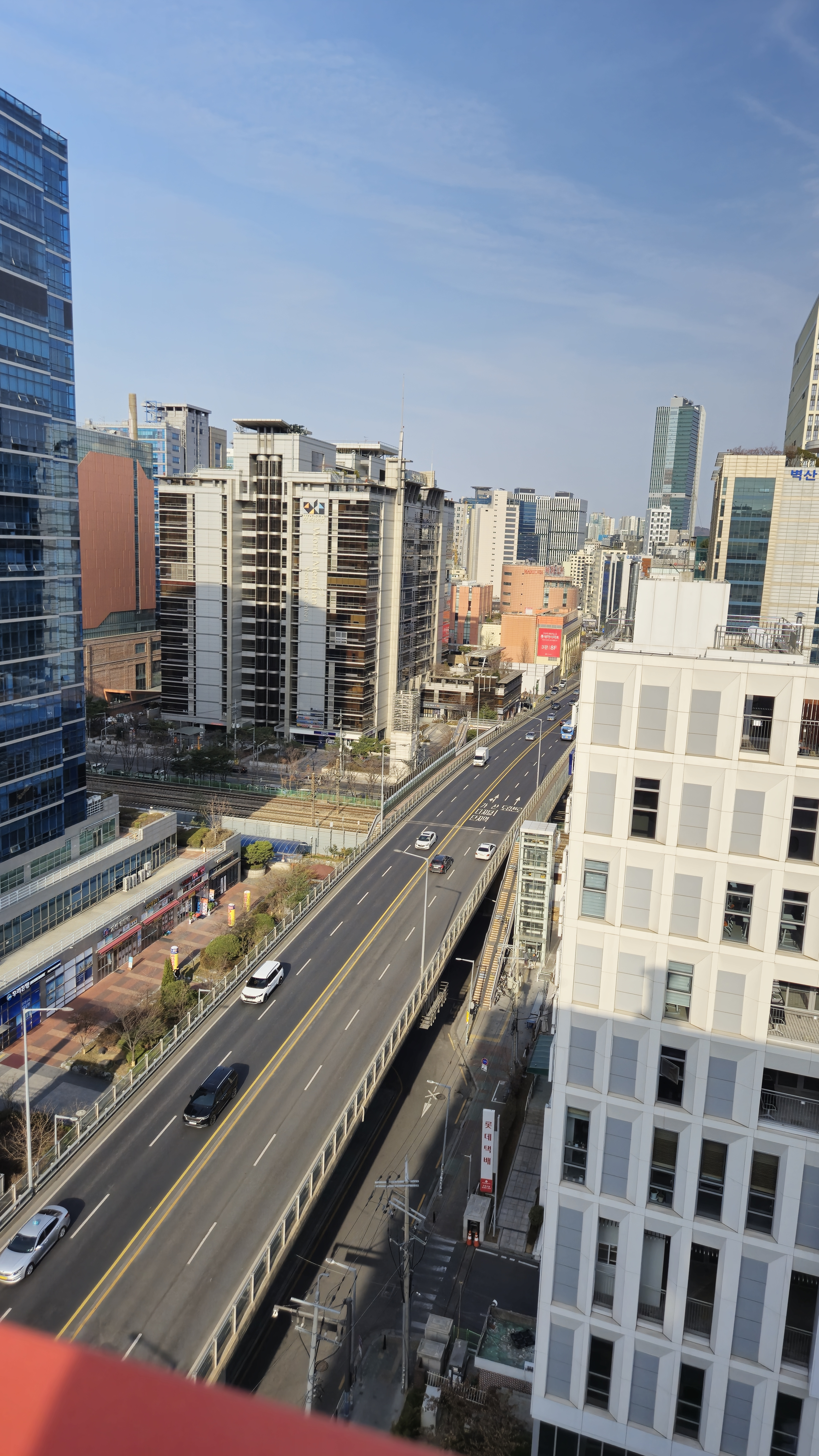
수출의다리(SK V1타워 측면에서 벚꽃로 방면)

## 경유지
서울특별시
- 금천구 - 구로구 - 영등포구

경기도
- 광명시

## 노선
- 광명경찰서 앞 삼거리 - 광명소방서앞 사거리 - 철산대교사거리 - 철산교사거리 - 가산배수지 - 수출의다리 - 마리오아울렛 - 디지털단지오거리 - 한국산업단지공단본부 - 구로1교 - 대림공원사거리 - 태양의 집 삼거리

## 인근건물

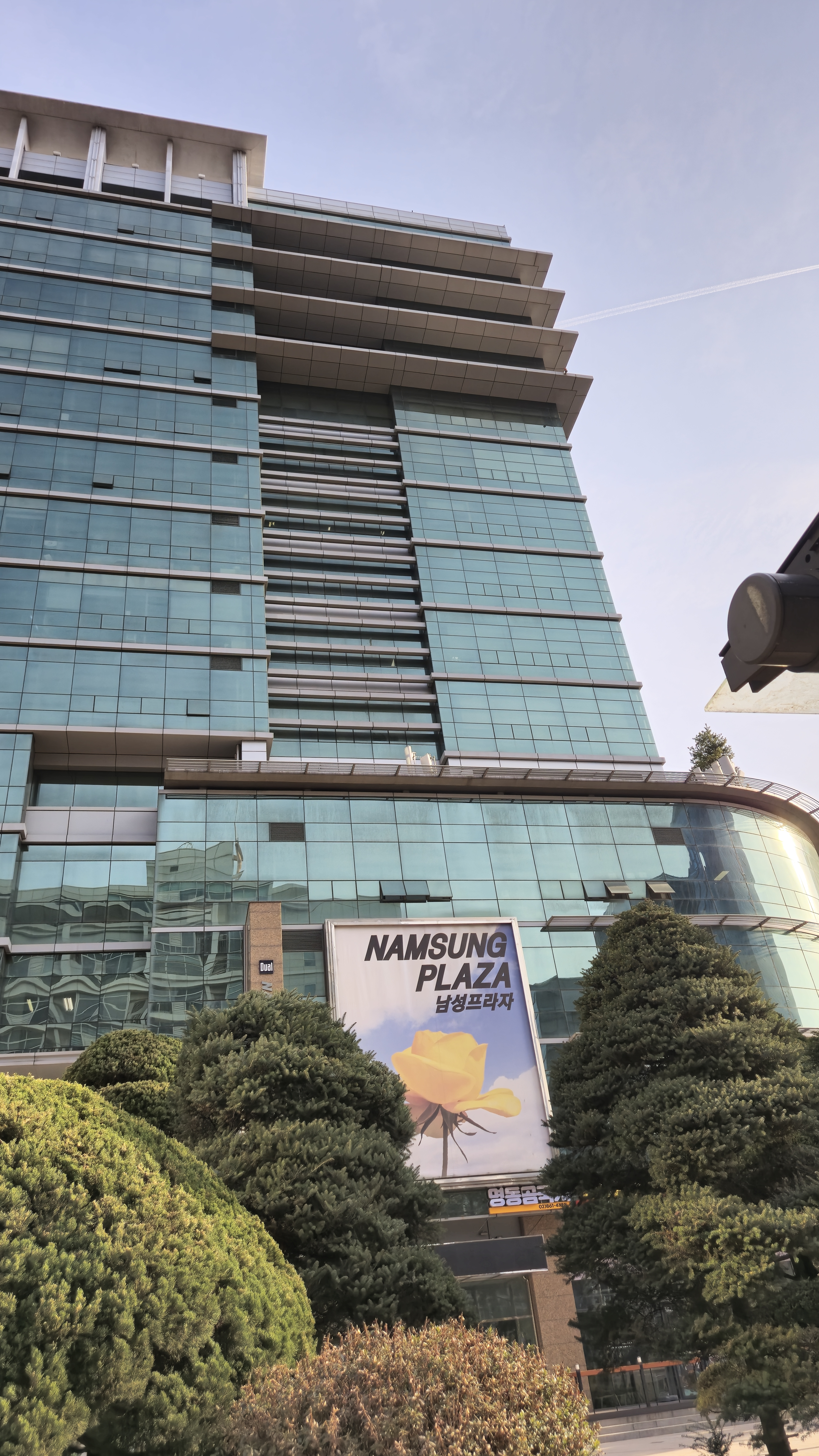
남성프라자
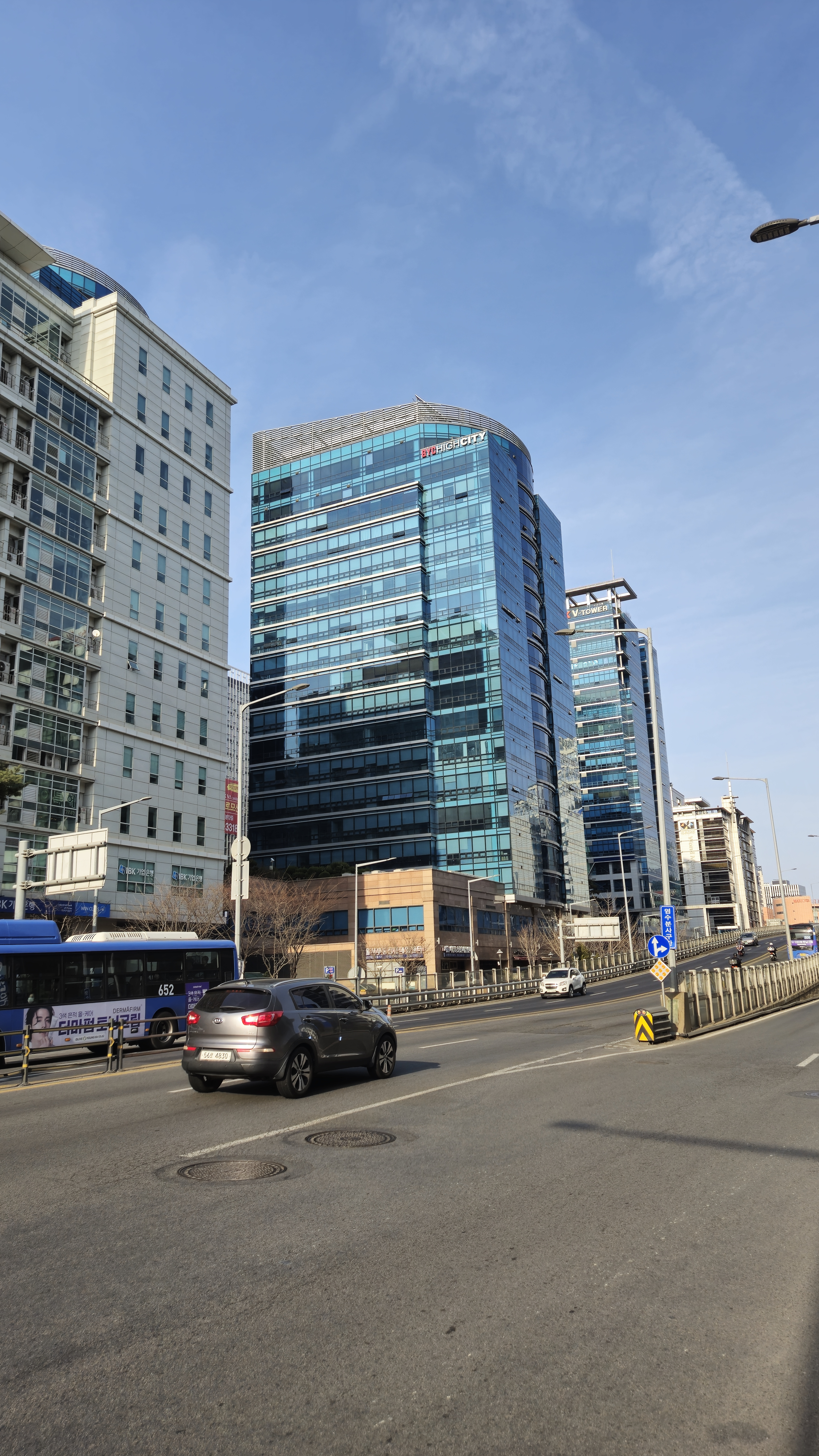
BYC하이시티
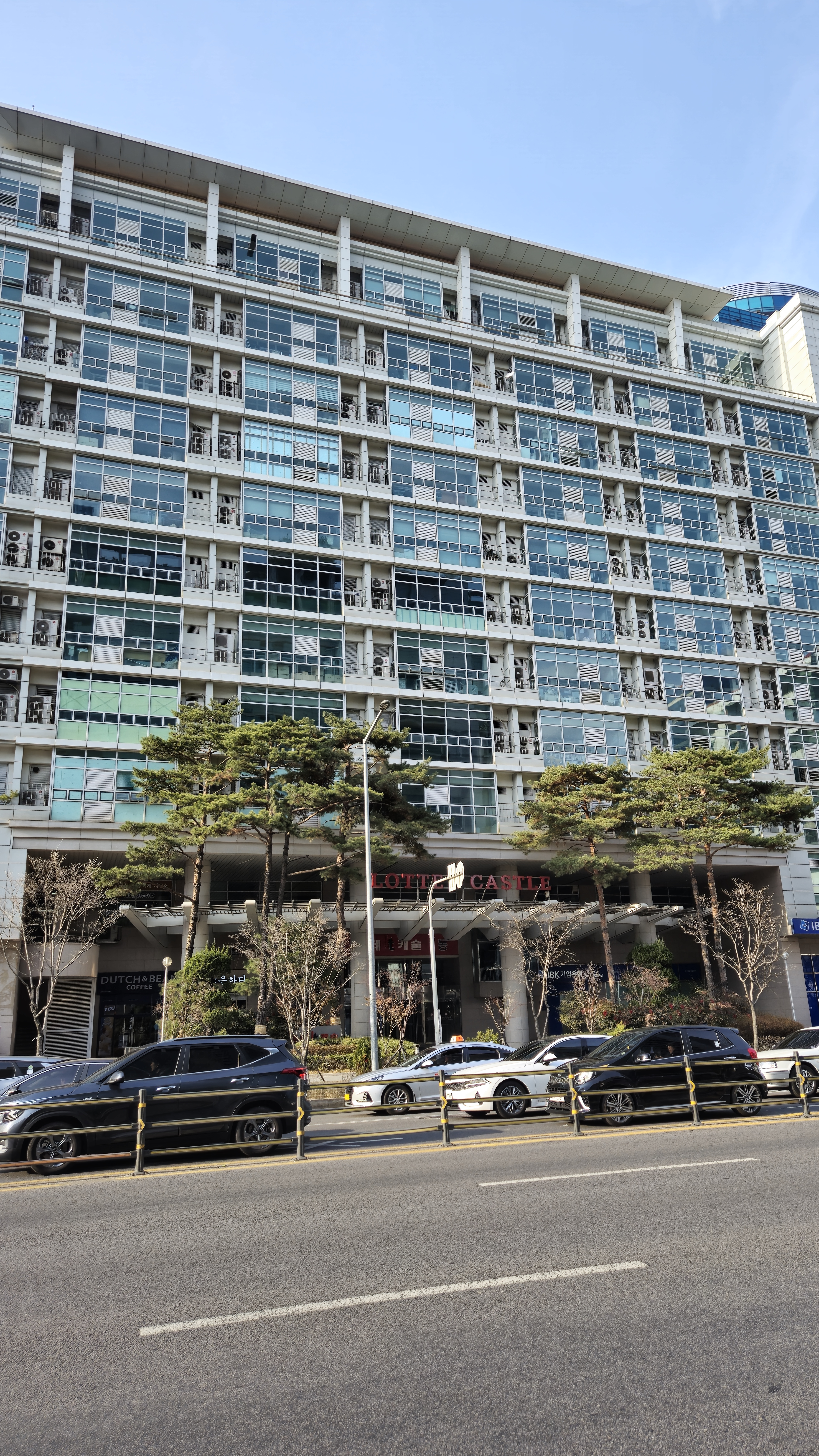
롯데IT캐슬
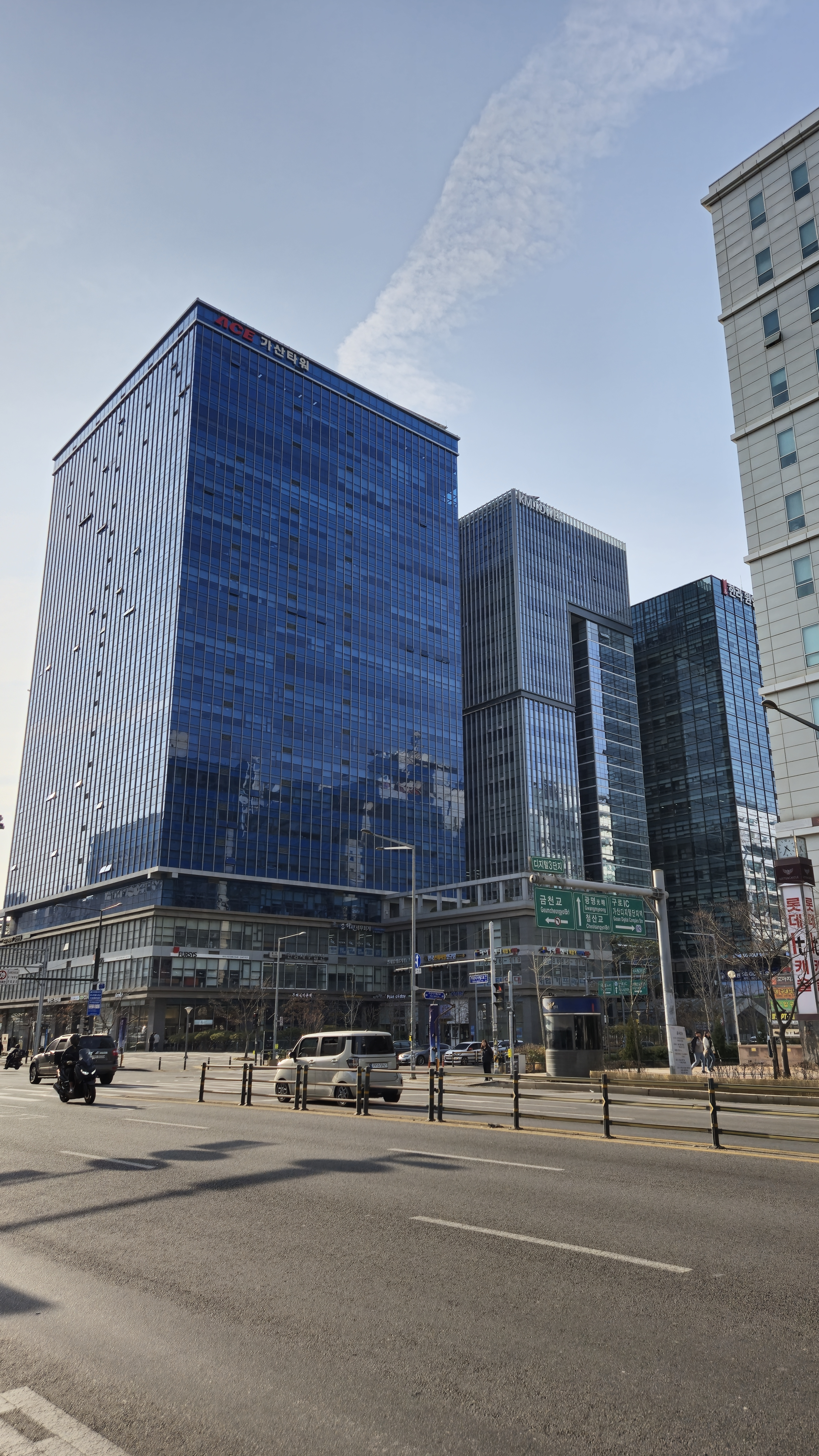
에이스가산타워(ACE가산타워)

## 연결 도로

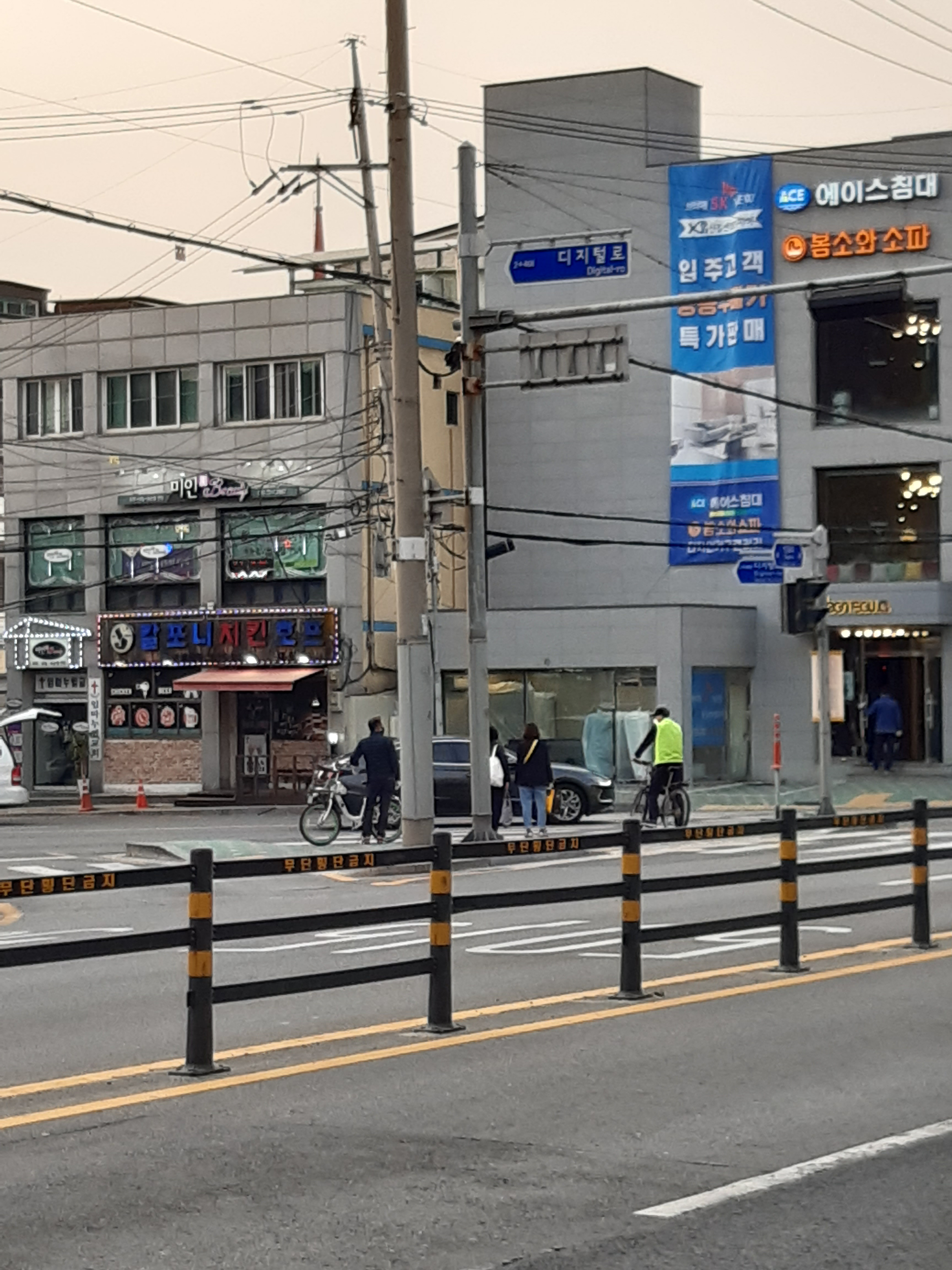
신길로와 교차하는 도로

종점인 태양의 집 사거리에서는 신길로가 만난다.

## 같이 보기
- 광덕로
- 신길로